# Sandrine Runel
Sandrine Runel, née le 1er juin 1979 à Nîmes, est une femme politique française.
Membre du Parti socialiste, elle est élue au conseil général du Rhône dans le canton de Lyon-IX de 2008 à 2014. Conseillère municipale de Lyon depuis 2014, elle devient la 9e adjointe au maire Grégory Doucet en 2020, en charge des solidarités.
En 2024, elle est élue députée dans la quatrième circonscription du Rhône sous la bannière du Nouveau Front populaire.

## Biographie

### Jeunesse et carrière professionnelle
Sandrine Runel est originaire de Nîmes. Elle suit des études d'urbanisme et science politique à Montpellier, où elle s'engage au Parti socialiste.
En 2005, elle s'implante à Lyon où elle travaille pour la Fédération nationale des associations d'accueil et de réadaptation sociale et l'Office français de protection des réfugiés et apatrides.

### Élue lyonnaise
En 2008, âgée de 28 ans, Sandrine Runel est candidate socialiste aux élections municipales dans le 7e arrondissement, sur la liste du maire sortant, ainsi qu'aux élections cantonales. Elle est élue conseillère générale du canton de Lyon-IX, qui comprend notamment le quartier de la Guillotière, avec près de 60 % des voix face à Alexandre Targe (UMP).
En 2014, elle est élue conseillère municipale du 8e arrondissement et conseillère métroplitaine.
En 2017, elle accorde son parrainage d'élue au candidat et futur président de la République Emmanuel Macron, ce qui lui sera reproché par une partie de la gauche lyonnaise, par la suite.
En 2020, Sandrine Runel est candidate aux élections municipales à Lyon, à la tête d'une liste regroupant — outre le PS — Génération.s, Nouvelle Donne, le PCF et Place publique. Alors que les socialistes ont remporté les trois dernières élections municipales, elle est largement distancée dans les sondages. Contrairement à de nombreux des élus socialistes lyonnais dont Gérard Collomb, elle n'avait pas quitté le PS pour La République en marche en 2016. Au premier tour, les listes socialistes terminent en sixième position à l'échelle de la ville. Entre les deux tours, les listes PS (7 %) et LFI (10 %) fusionnent avec les listes EELV (28 %),. La gauche remporte les élections au second tour et Sandrine Runel prend la tête du groupe socialiste au conseil municipal.
À la suite de l'élection de Grégory Doucet à la mairie de Lyon, Sandrine Runel est désignée 9e adjointe en charge des solidarités et de l'inclusion sociale. À ce titre, elle prend la présidence du Centre communal d'action sociale. Elle est également élue à la métropole de Lyon, où elle préside la commission « Développement solidaire et action sociale ».
En janvier 2023, la presse locale révèle des irrégularités dans le bail d'un appartement — prétendument en mauvais état — dont elle est propriétaire. Elle reconnaît des erreurs, par la suite régularisées,. Alors que l'opposition municipale de droite appelle à sa démission, elle est soutenue par le maire de Lyon et conserve ses fonctions.
Elle quitte ses fonctions d'adjointe après son élection à l'Assemblée nationale en juillet 2024, en septembre suivant.

### Députée
Lors des élections législatives de 2024, Sandrine Runel est investie par le Nouveau Front populaire dans la 4e circonscription du Rhône, traditionnellement acquise à la droite et ayant basculé au centre en 2017,. Elle arrive en tête du premier tour avec 38 % des suffrages, devant la députée sortante Renaissance (et ancienne socialiste) Anne Brugnera (31,03 %),. Au second tour, elle est élue députée avec 42,48 % des voix, dans le cadre d'un triangulaire avec Anne Brugnera (39,67 %) et Yannick Chaumont du Rassemblement national (17,86 %). La circonscription passe à gauche pour la première fois sous la Cinquième République.
Elle fait partie du groupe socialiste et siège à la commission des Affaires sociales.
Elle est mobilisée contre la réforme de la loi PLM, estimant qu'il s'agit d'une « une manœuvre politique en vue des élections municipales de 2026 » de la part du camp présidentiel. Elle dénonce notamment une méconnaissance de la réalité politique de Lyon, indiquant que les lyonnais devront désormais voter trois fois le même jour, pour trois scrutins différents (avec les élections métropolitaines). Néanmoins, elle se prononce en faveur d'une réforme qui « prend en compte le rôle des arrondissements et du statut de l’élu local ».

## Synthèse des résultats électoraux

### Élections législatives
| Année | Parti | Parti | Circonscription | 1er tour | 1er tour | 1er tour | 2d tour | 2d tour | 2d tour | Issue |
| Année | Parti | Parti | Circonscription | Voix     | %        | Rang     | Voix    | %       | Rang    | Issue |
| ----- | ----- | ----- | --------------- | -------- | -------- | -------- | ------- | ------- | ------- | ----- |
| 2024  |       | PS    | 4e du Rhône     | 22 959   | 38,00    | 1re      | 24 852  | 42,48   | 1re     | Élue  |

### Élections municipales
Les résultats ci-dessous concernent uniquement les élections où elle est tête de liste.
| Année | Liste | Liste            | Commune | 1er tour | 1er tour | 1er tour | 2d tour                                   | 2d tour                                   | 2d tour                                   |
| Année | Liste | Liste            | Commune | Voix     | %        | Rang     | Voix                                      | %                                         | Rang                                      |
| ----- | ----- | ---------------- | ------- | -------- | -------- | -------- | ----------------------------------------- | ----------------------------------------- | ----------------------------------------- |
| 2020  |       | PS-PCF-G.s-PP-ND | Lyon 8e | 1 354    | 11,18    | 4e       | Fusion avec la liste de Sonia Zdorovtzoff | Fusion avec la liste de Sonia Zdorovtzoff | Fusion avec la liste de Sonia Zdorovtzoff |

### Élections métropolitaines
| Année | Liste | Liste            | Circonscription | 1er tour | 1er tour | 1er tour | 2d tour                                | 2d tour                                | 2d tour                                |
| Année | Liste | Liste            | Circonscription | Voix     | %        | Rang     | Voix                                   | %                                      | Rang                                   |
| ----- | ----- | ---------------- | --------------- | -------- | -------- | -------- | -------------------------------------- | -------------------------------------- | -------------------------------------- |
| 2020  |       | PS-PCF-G.s-PP-ND | Lyon-Sud-Est    | 1 173    | 9,78     | 4e       | Fusion avec la liste de Nathalie Dehan | Fusion avec la liste de Nathalie Dehan | Fusion avec la liste de Nathalie Dehan |

### Élections cantonales
| Année | Parti | Parti | Canton  | 1er tour | 1er tour | 1er tour | 2d tour | 2d tour | 2d tour | Issue |
| Année | Parti | Parti | Canton  | Voix     | %        | Rang     | Voix    | %       | Rang    | Issue |
| ----- | ----- | ----- | ------- | -------- | -------- | -------- | ------- | ------- | ------- | ----- |
| 2008  |       | PS    | Lyon-IX | 4 332    | 38,49    | 1re      | 5 221   | 59,99   | 1re     | Élue  |

## Détail des fonctions et mandats

### Mandats électifs nationaux
- Depuis le 18 juillet 2024 : députée de la 4e circonscription du Rhône